# Jean Pierson
Pour les articles homonymes, voir Pierson.
Jean Pierson, né le 19 novembre 1940 à Bizerte (protectorat français de Tunisie, aujourd'hui en Tunisie) et mort le 3 novembre 2021, est un ingénieur et industriel français, ayant notamment participé au programme Concorde et au développement de la société Airbus comme l'un de ses dirigeants historiques.

## Biographie
Jean Pierson naît en 1940 à Bizerte. Il décède le 3 novembre 2021 à l'âge de 80 ans,,.
Formé en France, Jean Pierson déroule sa carrière industrielle en totalité au service de l'aéronautique française puis européenne.
Il est surnommé « l'ours des Pyrénées » par ses équipes.

### Formation
Formé au Prytanée militaire de La Flèche, Jean Pierson est également diplômé de l'Institut supérieur de l'aéronautique et de l'espace (SupAéro) en 1963.

### Carrière
Démarrant sa carrière le 1er juillet 1963 à Sud-Aviation comme ingénieur de production, il devient respectivement :
- de 1972 à 1976 : directeur de la société SOCATA (Société pour la construction d'avions de tourisme et d'affaires),
- de 1976 à 1983 : directeur de l'établissement de Toulouse d'Aérospatiale,
- de 1983 à 1985 : directeur de la division Avions.

Nommé administrateur-gérant du consortium Airbus Industrie en 1985 jusqu'en 1998, il joue un rôle majeur dans la croissance de l'avionneur européen. Pendant ces treize années, il impulse le développement et le succès commercial de la famille A320, le lancement de la famille A330-340, et la préparation du programme A380 qui donnera naissance au plus gros avion civil de transport de passagers.
Développeur commercial au contact direct, Jean Pierson a largement participé au succès de l'avionneur européen au point d'en faire le grand rival de l'américain Boeing, faisant passer la part de marché de 17  à   40 % tout en élargissant la gamme de la famille Airbus.
A sa retraite, il assure de 1998 à 2002 la présidence du conseil d’administration de SupAéro.

## Distinctions
- Chevalier de la Légion d'honneur.
- Officier de l'ordre national du Mérite.
- Docteur Honoris Causa de l'Université britannique de Cranfield[8].
- En 1999, l'Association des journalistes professionnels de l'aéronautique et de l'espace (AJPAE) lui décerne le prix Icare.